# Chengkouaspidae
A Chengkouaspidae a háromkaréjú ősrákok (Trilobita) osztályának a Redlichiida rendjéhez, ezen belül a Redlichiina alrendjéhez tartozó család.

## Rendszerezés
A családba az alábbi nemek tartoznak:
- Aragotus
- Bathynotus
- Bathynotellus
- Belliceps
- Chengkouaspis
- Elegestina
- Inella
- Pseudoresserops
- Terechtaspis